# Расширяемый протокол обмена блоками (BEEP)

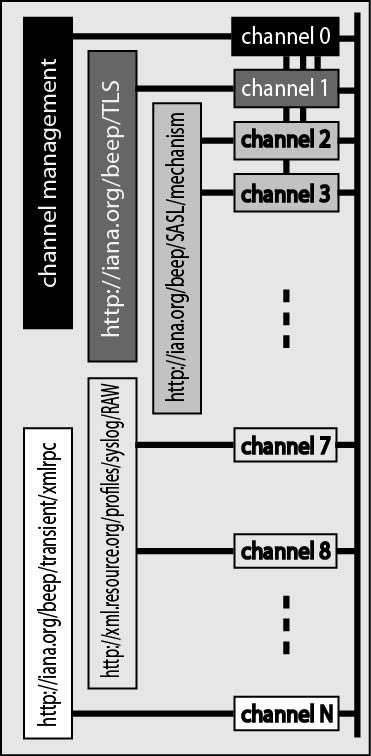
Каналы BEEP могут получать доступ к нескольким профилям за один сеанс.

Расширяемый протокол обмена блоками (BEEP) — фреймворк для создания протоколов прикладного уровня для сетевых приложений. BEEP способен выполнять такие функции как кадрирование, конвейерная обработка, мультиплексирование, отчетность и аутентификация для соединений, а также протоколы одноранговых сообщений (P2P) с поддержкой асинхронной полнодуплексной связи.
Синтаксис и семантика этого протокола определяются профилями BEEP, соответствующим одному или нескольким каналам BEEP, каждый из которых является полнодуплексным. Механизм кадрирования обеспечивает одновременное и независимое соединение между одноранговыми узлами.
BEEP определён в RFC 3080 независимо от основного транспортного механизма. Отображение BEEP для конкретной транспортной услуги определяется в отдельной серии документов.

## Обзор
Профили, каналы и механизм кадрирования используются в BEEP для обмена различными типами сообщений. По умолчанию тип содержимого и кодировка задаются спецификацией, оставляя полную гибкость использования двоичного или текстового формата, открытого для конструктора протокола. Профили определяют функциональность протокола, синтаксиса и семантики сообщений. Каналы представляют собой полнодуплексные трубы, подключенные к определённому профилю. Сообщения, отправленные через разные каналы, независимы друг от друга (асинхронны). Несколько каналов могут использовать один и тот же профиль через одно соединение.
BEEP также включает в себя TLS для шифрования и SASL для аутентификации.

## История
В 1998 году Маршалл Роуз, который также работал над протоколами POP3, SMTP и SNMP, разработал протокол BXXP и впоследствии передал его рабочей группе по инженерным проблемам интернета (IETF) летом 2000 года. В 2001 году IETF опубликованы BEEP (RFC 3080) и BEEP по TCP (RFC 3081) с некоторыми усовершенствованиями в BXXP. Три наиболее заметных:
- Использование application/octet-stream как «Content-Type» по умолчанию.
- Поддержка нескольких ответов на сообщения.
- Изменение названия с BXXP на BEEP

## Сеанс BEEP
Чтобы запустить сеанс BEEP, инициирующий одноранговый узел подключается к прослушивающему узлу. Обе стороны посылают положительный ответ, содержащий приветственный элемент, сразу и одновременно. Приветствие содержит до трех разных элементов:
- имеет дополнительные маркеры профилей управления каналами, поддерживаемые одноранговым узлом;
- есть возможность локализовать предпочтительные языковые теги для отчетов и сообщений;
- возможность обработки профиля, поддерживаемая одноранговым узлом.

Пример:
```
L: <ожидание входящего соединения>
I: <открытое соединение>
L: RPY 0 0 . 0 110
L: Content-Type: application/beep+xml
L:
L: <приветствие>
L:    <profile uri='http://iana.org/beep/TLS' />
L: </приветствие>
L: КОНЕЦ
I: RPY 0 0. 0 52
I: Content-Type: application/beep+xml
I:
I: <приветствие />
I: КОНЕЦ
```

## Профили
Профили определяют синтаксис и семантику сообщений и функциональность протокола на основе BEEP. Один сеанс BEEP может обеспечить доступ к нескольким профилям. Для идентификации профиля ему присваивается уникальная строка. Этот идентификатор профиля имеет формат унифицированного идентификатора ресурса (URI) или унифицированного имени ресурса (URN). Раньше формат URI идентификатора профиля приводил к путанице, потому что он похож на веб-адрес. Чтобы избежать недоразумений, новые профили должны использовать формат URN.
Пример идентификатора профиля:
| urn:ietf:params:xml:ns:geopriv:held:beep | Связующее BEEP для протокола HELD |
| http://iana.org/beep/xmlrpc              | RFC 3529 XML-RPC в BEEP           |

## Сообщения и фреймы
Сообщения BEEP структурированы в соответствии со стандартом MIME. Иногда возникают недоразумения в отношении BEEP с использованием XML в сообщениях, но только канал с небольшим подмножеством используется каналом 0 и он прозрачен для дизайна профиля (пользователь BEEP). Для дизайна профиля используется формат содержимого сообщения. Это может быть любой текстовый формат, такой как JSON или XML, а также двоичные данные. XML используется в управлении каналом и стандартном профиле TLS, определенном с помощью BEEP.

Пример успешного обмена сообщениями канала с RFC3080.
```
C: MSG 0 2 . 235 71
C: Content-Type: application/beep+xml
C:
C: <close number='1' code='200' />
C: КОНЕЦ
S: RPY 0 2 . 392 46
S: Content-Type: application/beep+xml
S:
S: <ok />
S: КОНЕЦ
```

Большие сообщения разбиваются на несколько частей и распределяются по нескольким кадрам последовательности.

### Типы обмена
BEEP определяет 5 типов сообщений:
| Сообщение | MSG | Сообщение от одного однорангового узла к другому, содержащего контент. |
| Ответ     | RPY | Один ответ на полученное сообщение, содержащий контент (обмен один на один).                                                                                                  |
| Ошибка    | ERR | Один ответ на полученное сообщение, содержащее контент (обмен один на один) с семантикой ошибок.                                                                              |
| Ответ     | ANS | Ответ на полученное сообщение, содержащее контент. Может быть от 0 до n ответов для сообщения (обмен один ко многим).                                                         |
| Nul       | NUL | Терминал отвечает на сообщение без содержимого, чтобы сигнализировать одноранговому узлу, действующему в качестве клиента, в конце обмена сообщениями с 0 или более ответами. |

Некоторые из наиболее распространенных шаблонов протокола приложений реализованы следующим образом:
- Запрос-ответ с использованием MSG для запроса и RPY и ERR для ответов;
- Один запрос-множественные ответы используют MSG и серию ответов ANS, завершенных кадром NUL;
- Неподтвержденное уведомление использует MSG без ответа.

### Управление потоком
BEEP поддерживает последовательности кадров (SEQ) для реализации управления потоком на уровне канала. Кадры последовательности определены в разделе 3.3 RFC 3081. Протокол управления передачей (TCP) определяет механизм последовательности на уровне транспортного уровня и поддерживает управление потоком, связанное с соединением. Управление потоком на уровне канала в BEEP необходимо для обеспечения того, чтобы ни один канал или большое сообщение не монополизировали все соединение. В этом случае рамки последовательности используются для поддержки качества обслуживания (QoS) и для предотвращения голодания и взаимной блокировки.

## Плюсы BEEP
- BEEP позволяет повторно использовать несколько сетевых методов, которые, скорее всего, потребуются в реализации;
- BEEP не требует использовать определенный формат инкапсуляции данных. Возможно использовать формат инкапсуляции, который лучше подходит для потребностей пользователя, включая двоичные форматы;
- BEEP определяется в одном документе (RFC3080), а затем отображается в TCP (RFC3081), который дает четкое представление о том, как следует действовать;
- BEEP предлагает пользователю возможность повторного использования передовых сетевых технологий, которые, как известно, работают, не налагая требований, которые подпадают под пространство пользовательского приложения. Тем не менее, пользователь будет всегда контролировать процесс;
- BEEP хорошо работает с другими определенными протоколами, поскольку он определяет только свою роль на транспортном уровне, поверх TCP (RFC3081), что позволяет повторно использовать и смешивать другие технологии.[2]